# Stigler, Oklahoma
Stigler, Oklahoma (енгл. Stigler) град је у америчкој савезној држави Оклахома.

## Демографија
По попису из 2010. године број становника је 2.685, што је 46 (-1,7%) становника мање него 2000. године.
| Група             | 2000.         | 2010.         |
| Белци             | 2.107 (77,2%) | 1.985 (73,9%) |
| Афроамериканци    | 1 (0,0%)      | 9 (0,3%)      |
| Азијати           | 9 (0,3%)      | 16 (0,6%)     |
| Хиспаноамериканци | 73 (2,7%)     | 136 (5,1%)    |
| Укупно            | 2.731         | 2.685         |